# 馬淵優佳
馬淵 優佳（まぶち ゆか、1995年2月5日 - ）は、日本の飛込競技選手（栃木ダイビングクラブ所属）、スポーツコメンテーター。立命館大学スポーツ健康科学部卒業。ミキハウス所属。

## 経歴
兵庫県宝塚市出身。父は中国出身の飛込競技指導者の馬淵崇英。
3歳で水泳を、6歳で飛込競技を始めた。甲子園学院高等学校を経て、立命館大学スポーツ健康科学部スポーツ健康科学科を卒業。
2008年、日本選手権において辰巳楓佳とのシンクロで高飛び込みと3メートル板飛び込みで2冠。
2009年、日本選手権の3メートル板飛び込みで2位、東アジア大会（香港）では同種目で銅メダルを獲得。
2011年世界選手権に3メートル板飛び込みで出場したが、33位で予選で敗退した。
2012年、インターハイの板飛び込みで3連覇を果たす。
2012年、FINA飛込ワールドカップに3メートル板飛び込みで出場したが、26位で予選で敗退し準決勝に進めず、五輪出場枠も獲得できなかった。
2017年5月24日に競泳選手の瀬戸大也と結婚したことを公表した。
2017年11月28日、Twitterで引退を表明。引退の理由については2021年に関西テレビ『グータンヌーボ2』に出演した際に「競技、嫌いだったんですよ。早く辞めたくて仕方なくて」「違うことも見てみたいなって思って」と結婚が理由ではないと明かした。
2018年6月26日、第一子となる女児を出産。
2020年3月、第二子となる女児を出産。
2021年12月に行われた飛び込みの中田周三杯で4年4か月ぶりに電撃復帰。14選手が出場した同種目で245・55点をマークし、4位に入った。9月に東京オリンピック日本代表の榎本遼香から3メートルシンクロ板飛び込みでペアの誘いを受け、悩んだ末の現役復帰だった。この時は栃木県スポーツ協会所属で登録名は現姓の瀬戸優佳として出場した。
2022年4月、ミキハウスの所属選手になる。登録名も旧姓の馬淵とする。
2022年6月25日、関西選手権女子と組んだ3メートル板飛び込み（丸善インテック大阪プール）で267・90点をマークして復帰後初優勝。
2022年8月5日、復帰後初の日本選手権（日環アリーナ栃木）に出場し、女子3メートル板飛び込みで4位、榎本遼香と組んだシンクロ板飛び込みでは3チーム中2位だった。7日には非五輪種目の1メートル板飛び込みで242・90点をマークして7年ぶり優勝。
2022年9月15日、いちご一会とちぎ国体に兵庫県選抜として父・崇英コーチと5年ぶりのタッグを組み、成年女子3メートル板飛び込み復帰後ベストとなる285.60点で5位に入賞した。
2024年2月2日、今夏のパリ五輪を目指していたが、代表入りは果たせず、2度目の引退を発表。

## テレビ出演
- ちちんぷいぷい（2012年10月29日、毎日放送） - 「たむらけんじの学校へ行こッ！」で、母校の甲子園学院高校が取り上げられた際に取材を受けた。
- カワスポ（2013年10月4日、毎日放送） - 河田直也の熱血仮入部
- スポーツジャングル（2017年1月23日、フジテレビ）
- ミント！（2021年1月19日、毎日放送）
- サンデージャポン（2021年4月11日、TBS）
- グータンヌーボ2（2021年5月5日、関西テレビ）
- 踊る!さんま御殿!!（2021年6月15日、日本テレビ）
- 突然ですが占ってもいいですか？（2021年7月21日、フジテレビ）[18]
- THE鬼タイジ 第2回 - 第4回（TBS）
- 世界水泳福岡2023 （2023年7月20〜22日、テレビ朝日）解説担当[19]

### テレビドラマ
- 日本沈没-希望のひと- 第8話（2021年12月5日、TBS） - 中国要人の通訳 役[20]